# Cylisticus transsylvanicus
Cylisticus transsylvanicus là một loài chân đều trong họ Cylisticidae. Loài này được miêu tả khoa học năm 1908 bởi Verhoeff.